# Ulteo

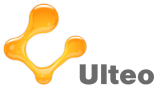
Linux Ulteo.

Ulteo es una infraestructura de escritorios virtuales basada en GNU/Linux. Ulteo se basa en las distribuciones Debian y Ubuntu, soporta sistemas de escritorios virtuales GNU/Linux y Windows. Además, permite ejecutar aplicaciones de GNU/Linux en sistemas windows.
El desarrollo de Ulteo está siendo liderado por Gaël Duval creador de Linux Mandrake (conocida actualmente como Linux Mandriva) y cofundador de Mandriva.
La primera versión Alpha fue lanzada el 6 de diciembre de 2006.
Ulteo Open Virtual Desktop es una herramienta de publicación de aplicaciones abierta y segura. Permite la publicación en un mismo escritorio de aplicaciones Windows ® y Linux.
Proporciona una arquitectura abierta que ofrece de forma segura aplicaciones de Windows ® y Linux a cualquier dispositivo de la empresa desde cualquier lugar a través de un navegador  web.
Permite a usuarios de Linux, Mac OS X y Windows ejecutar las mismas aplicaciones directamente desde un navegador web. 
La solución Ulteo está compuesta de los siguientes módulos:
```
   Ulteo Sessión Manager.
   Se encarga de gestionar los usuarios, servidores y aplicaciones. Se instala sobre un servidor Linux.
```

```
   Ulteo Application Server.
   Estos módulos se instalan en los servidores tanto WIndows como Linux encargados de ejecutar las aplicaciones.
```

```
   Ulteo Gateway.
   Este módulo se utiliza para conexiones a través de HTTPS para permitir las conexiones a través de Firewall.
```

```
   Ulteo Native Client. (opcional)
   Instalado en equipo del usuario, permite la integración de las aplicaciones en el escritorio local, como si de accesos directos se tratase.
```

Ulteo permite el uso de la aplicaciones publicadas desde los servidores en varias modalidades:
1.- Escritorio Web completo: El usuario percibe un escritorio web con las aplicaciones que tenga asignadas y las unidades de almacenamiento que le correspondan como si se tratase de un escritorio tradicional. 
2.- Portal Web: El usuario percibe un portal web donde encuentra sus aplicaciones a un lado y un explorador de archivos de manera  clara. 
3.- Aplicaciones integradas: Mediante el uso de una cliente instalado en el equipo local se publican las aplicaciones en el escritorio del usuario como si se tratase de un acceso directo. Este modo permite que la experiencia del usuario sea la de una aplicación instalada. 
4.- Acceso desde dispositivos móviles: Existe también un cliente para Tabletas iPad que permite el acceso a las aplicaciones desde dichos dispositivos, El lanzamiento del cliente Android está previsto para principios de 2012. 
Otra de las características principales de Ulteo es su consola de gestión Web que permite de una manera intuitiva gestionar servidores, aplicaciones y usuarios de manera centralizada. 
Nota: No confundir un escritorio virtual (el escritorio no se encuentra en la misma máquina física desde la que se trabaja) con un escritorio virtualizado (lo que podríamos entender erróneamente por máquina virtual). 